# Monticello
Monticello, i nærheden af Charlottesville i Virginia, var Thomas Jeffersons ejendom, hovedforfatteren til USA's uafhængighedserklæring, den tredje præsident i USA, og grundlæggeren af University of Virginia. Huset er tegnet af Jefferson selv, og ligger på toppen af en 250 m høj bakke i Southwest Mountains syd for Rivanna Gap. Monticello betyder "lille bjerg" på italiensk.
Et billede af Monticellos facade mod vest var på bagsiden af amerikanske 5-cent mønter (kaldt "Nickels") fra 1938 til 2003, billedet kom tilbage på mønterne fra 2006, og var også på bagsiden af amerikanske 2-dollarsedler som blev trykt fra 1928 til 1966.
Monticello blev optaget på UNESCO's Verdensarvsliste i 1987, sammen med University of Virginia, som ikke ligger langt derfra.